# Notenschieten
Notenschieten is een volksgebruik in de provincies Drenthe en (vooral) Groningen rondom Pasen.
Bij het notenschieten is het zaak een reeks walnoten met een stalen of stenen kogel van een lijn af te schieten.

## Regels

### Speelveld
Op een zo vlak mogelijke ondergrond, bij voorkeur hard zand, leem, beton of hout, wordt een zo recht mogelijke lijn getrokken met een lengte van zo'n drie à vier meter. Met regelmatige tussenafstand (± 10 cm) worden daarop dwarslijntjes getrokken. Op elk kruis dat zo ontstaat wordt een walnoot geplaatst. 
Het aantal noten waarmee wordt begonnen wordt ingelegd door de deelnemers.
Soms wordt als speelveld een brede plank of ander houten spelbord gebruikt, met daarop de lijnen en de noten. Bij het spelen binnenshuis kan de lijn worden uitgezet met afplaktape. Hierop kunnen de nootposities met een stift worden gemarkeerd. Een tweede lijn, parallel op ongeveer 50 cm afstand biedt dan plaats aan de bijgeplaatste noten en munten. Een laminaat-, parket- of gietvloer is uitstekend geschikt voor een spel in huis.

### Deelnemers
De deelnemers beginnen met een gelijk aantal noten of het aantal noten dat ze uit een vorig spel hebben overgehouden.
Wie geen noten meer heeft doet niet meer mee (of leent van anderen.)
De deelnemers gooien om beurten met een stenen of stalen kogel. 
Ze staan hierbij achter een dwarslijn op enige afstand van het ene uiteinde van de hoofdlijn. De werper probeert zo veel mogelijk walnoten aan de achterkant van de lijn af te werpen, gerekend vanaf de werper.
Het spel is afgelopen als alle noten van de lijn zijn geworpen.

### Dik en dun
Het is de bedoeling de noten van achteren af, dus zo ver mogelijk van de werper gelegen, er af te mikken.
Als een speler bijvoorbeeld de achterste twee noten weet te raken wordt gezegd dat hij dik heeft gegooid. Hij mag deze beide noten, en alles wat op de bijbehorende dwarslijn ligt, oprapen.
Als hij een of meer noten uit het midden van de rij raakt, zonder ook de achterste te raken, dan wordt gezegd dat hij dun heeft gegooid. Het aantal noten dat hij heeft geraakt, inclusief wat op de bijbehorende dwarslijnen ligt, moet hij bijzetten op dwarslijnen naar keuze. Wanneer een speler niet aan zijn "betalingsverplichting" kan of wil voldoen, mag hij zich uit het spel terugtrekken. De speler geeft dit aan met de uitspraak "Ik geef mij af".
Als hij dik en dun gooit betekent dit dat hij een of meer noten uit het midden van de rij heeft geraakt en ook minstens de laatste uit de rij. In dit geval wint en verliest hij niets en wordt alles weer teruggelegd.
Hierna is de volgende speler aan de beurt. In de loop van het spel wordt de rij noten op de lijn dus korter, maar het aantal noten op de dwarslijnen kan behoorlijk groeien.

### Alternatieven
In onderling overleg kunnen afwijkende regels worden afgesproken:
- In plaats van alles bijplaatsen wanneer "dun" wordt gegooid, kan worden afgesproken de helft of een kwart bij te zetten.
- In plaats van noten bij te zetten, kan ervoor worden gekozen geld (centen, stuivers e.d.) te gebruiken op de dwarslijntjes. Het is raadzaam om de waarde van een noot gelijk te stellen aan 1 cent. Bedragen zullen ondanks dit lage startbedrag makkelijk oplopen tot enkele euro's door de logaritmische toename.
- Wanneer "dun" wordt gegooid kan de speler kiezen om opnieuw maximaal 1 noot aan het eind van de lijn toe te voegen. Hierdoor kan de speler zijn bijzetting beschermen tegen snelle verzilvering door medespelers.
- De spelers kunnen overeenkomen dat een speler die een blindganger werpt (niks raakt) kan kiezen voor een herkansing. Indien de speler in een herkansing "dun" gooit is hij in dat geval wel verplicht dubbel bij te plaatsen.
- Wanneer om geld gespeeld wordt, levert een grote kogel weinig spanning op. Een kleine flipperkast- of lagerkogel van ongeveer 2 cm verlengt een spel aanzienlijk. Bij deze speelwijze kan bij het gelijkstellen aan de waarde van 1 noot aan 1 eurocent, de inleg naast sommige noten oplopen tot tientallen euro's.

## Dialectbenamingen
- Gronings: 
  - neutenschaiten
  - (neutje)riegjern
  - riestern
  - op e gorre
- Drents: 
  - neutieschieten/-scheeiten
  - neutenschieten/-scheeiten
  - neutenriefken
  - neutiepikken